# مصطفی دلشاد تهرانی
مصطفی دلشاد تهرانی (متولد ۱۶ آذر ۱۳۳۴ تهران) نویسنده، پدید آورنده و استاد دانشگاه ایرانی است. وی از استادان دانشگاه علوم حدیث و از بنیان‌گذاران آن محسوب می‌شود. دلشاد به زبان‌های انگلیسی، عربی، آلمانی و فرانسه تسلط دارد. 
دلشاد دارای کارشناسی آمار در ریاضی از مؤسسه آموزش عالی آمار و انفورماتیک تهران است. 
ایشان به موازات تحصیلات دانشگاهی، دروس حوزوی را نیز پیگیری نموده و از ۱۳۶۴ تاکنون در سطح خارج دروس مذکور به تحصیل پرداخته‌ است.
وی دانش‌آموختهٔ حوزه و دانشگاه و از محققان پُرتلاش است. آثار او، به دلیل ممارست پیوسته در مسائل اسلامی و مطالعهٔ مستمر و نقادانهٔ منابع تاریخی، حدیث و سیره، از ژرفا و اصالت ویژه‌ای برخوردار است.
آقای دلشاد به زبان‌های عربی، انگلیسی،آلمانی، و فرانسه آشنایی داشته و کتاب دومین انقلاب سوسیالیستی (The Second Socialist Revolution) اثر تاتیانا زاسلاوسکایا، به قلم او از انگلیسی به فارسی ترجمه شده‌است. 
علاوه بر تألیف کتب متعدد به فعالیت‌های علمی و فرهنگی گوناگونی نیز اشتغال ورزیده است. از آن جمله است:
مجموعۀ آثار چاپ شده‌ی دلشاد تهرانى به ۲۳ عنوان كتاب در ۲۶ مجلد مى‌رسد؛ بيشترين حجم آثار وى به لحاظ تعداد صفحات، دربارۀ سيرۀ پيامبر اكرم صل‌اللّه‌عليه‌وآله‌و‌سلم در اثرى هفت جلدى است، كه تنها سه جلد آن تاكنون منتشر شده است.
آثار دلشاد جنبه‌هاى متنوعی را شامل میشوند اما به نطر میرسد  در آثار دلشاد دو جنبه  تربيتى و آموزشى  به وضوح از سایر جوانب  پر رنگ تر مطرح شده اند  چرا که دغدغۀ نویسنده بيش از هر چيز، بازگشت به اصول و تربيت نسل جوان بر اساس معيارهاى دقيق اسلامى است.
کتاب دومین انقلاب سوسیالیستی(The Second Socialist Revolution) اثر تاتیانا زاسلاوسایا، به قلم او از انگلیسی به فارسی ترجمه شده‌است. 
برخی از تألیفات او همچون کتاب مدرسه حسینی، به عنوان کتاب درسی در مراکز تربیت معلم تدریس می‌شد. همچنین مجموعه تحقیقات و تألیفات دلشاد تهرانی، وی را مرجع گفتگوهای فراوانی در باب نهج‌البلاغه و سیره پیامبر اسلام در نشریات و خبرگزاری‌های مختلف کرده‌است. کتاب رخساره خورشید وی نیز در بخش حدیث بیست و یکمین دوره جایزه کتاب فصل شایسته تقدیر شناخته شد،از آثار وی می‌توان به کتاب‌ها و مقالات زیر نیز اشاره نمود.

## تالیفات و آثار

### کتاب‌های سیره
1. سیره نبوی(منطق عملی)، دفتر اول، سیره فردی
2. سیره نبوی(منطق عملی)، دفتر دوم، سیره اجتماعی
3. سیره نبوی(منطق عملی)، دفتر سوم، سیره مدیریتی
4. سیره نبوی(منطق عملی)، دفتر چهارم؛ سیره خانوادگی
5. خلاصه سیره نبوی(منطق عملی)، دفتر اول، سیره فردی
6. خلاصه سیره نبوی(منطق عملی)، دفتر دوم، سیره اجتماعی
7. خلاصه سیره نبوی(منطق عملی)، دفتر سوم، سیره مدیریتی
8. خلاصه سیره نبوی (منطق عملی)، دفتر چهارم؛ سیره خانوادگی
9. خلاصه سیره نبوی (منطق عملی)، مجموع سه دفتر: سیره فردی، اجتماعی، مدیریتی
10. گزیده سیره نبوی (منطق عملی)
11. سیره نبوی از منظر امام خمینی

### کتاب‌های تحلیلی و تفسیر موضوعی نهج البلاغه
1. جمال دولت محمود: حکومت امام علی (ع)، حکومت موفق تاریخ
2. دولت آفتاب: اندیشه سیاسی و سیره حکومتی امام علی (ع)
3. چشمه خورشید: آشنایی با نهج البلاغه
4. حکومت حکمت: حکومت در نهج البلاغه
5. رهزنان دین: آسیب‌شناسی دین و دینداری در نهج البلاغه
6. تفسیر موضوعی نهج البلاغه
7. کاخ تباهی: ریخت‌شناسی خودکامگی در نهج البلاغه
8. دلالت دولت: آیین‌نامه حکومت و مدیریت در عهدنامه مالک اشتر
9. دین و دینداری در نهج البلاغه
10. آزادی و حقوق انسانی در نهج البلاغه
11. رایتِ درایت: اخلاق مدیریتی در عهدنامه مالک اشتر[۱۸][۱۹]
12. سیره دفاعی امام علی (ع) با تأکید بر نهج البلاغه
13. رخساره خورشید: سیره امام علی (ع) در نهج البلاغه[۲۰]
14. تراز حیات: ساختارشناسی عدالت در نهج البلاغه[۲۱]

### کتب تربیتی
1. سیری در تربیت اسلامی
2. طایر فرخ‌پی: کمالات انسانی در نهج البلاغه
3. مزرع مهر: موانع و مقتضیات تربیت در نهج البلاغه
4. منظر مهر: مبانی تربیت در نهج البلاغه
5. مکتب مهر: اصول تربیت در نهج البلاغه
6. مشرب مهر: روش‌های تربیت در نهج البلاغه
7. ماه مهر پرور: تربیت در نهج البلاغه
8. ارباب امانت: اخلاق اداری در نهج البلاغه
9. درسنامه اخلاق خانوادگی
10. درسنامه اخلاق اجتماعی
11. درسنامه اخلاق زندگی[۲۲]

### ترجمه
1. دومین انقلاب سوسیالیستی

### سایر تالیفات
1. میراث ربوده: تحلیلی بر رویداد سقیفه
2. مدرسه حسینی
3. حماسه حسینی و ظهور حقیقت آدمی
4. نهضت حسینی، عزت حسینی
5. پیشگاه حقیقت: کربلا و عاشورا، راه‌ها و انتخاب‌ها
6. عارض خورشید: مقدمه ای بر اندیشه سیاسی امام خمینی
7. دولت مهدی (ع)، سیرت مهدی (ع)

## فعالیت‌های علمی و مسئولیت‌های اجرایی
- تدریس در دانشگاه علّامه طباطبایی (در زمینه نهج البلاغه، تعلیم و تربیت، تاریخ اسلام و آمار و ریاضی)
- تدریس در دانشگاه تربیت معلم (در زمینه نهج البلاغه، تعلیم و تربیت، تاریخ اسلام و آمار و ریاضی)
- مدیریت انتشارات سازمان چاپ و انتشارات وزارت ارشاد
- مسئولیت کتابخانه پژوهشکده امام خمینی(رحمت‌الله)
- مسئولیت مرکز تربیت معلم شهید ثانی تهران

### در شوراها و مجامع
- عضو گروه داوری پژوهش‌های فرهنگی دینی دبیرخانه پژوهش فرهنگی سال و کتاب سال جمهوری اسلامی
- عضو کمیته علمی جایزه ملی قرآنی دانشگاهی علامه طباطبایی
- عضو شورای سیاستگذاری جشنواره نهج البلاغه دانشجویان سراسر کشور
- عضو هیئت علمی ناظر بر طبع و نشر کتاب
- عضو شورای علمی مجله گلستان قرآن
- عضو گروه تخصصی برنامه‌ریزی درس‌های عمومی دانشکده الهیات و معارف اسلامی دانشگاه تهران
- عضو گروه نهج البلاغه دانشگاه پیام نور
- عضو هیئت علمی دفتر بررسی شیوه‌های گسترش آرا و اندیشه‌های حضرت امام خمینی در برنامه‌های آموزش و پرورش
- عضو کمیته علمی کنگره بین‌المللی امام خمینی و احیاء تفکر دینی
- عضو کمیته علمی کنگره بین‌المللی شهید مصطفی خمینی
- عضو کمیته علمی مرکز تحقیقات امام علی (ع) پژوهشگاه علوم انسانی
- عضو هیئت علمی و مدیر گروه نهج البلاغه دانشگاه قرآن و حدیث

## جوایز و تقدیرها
1. تقدیر برای تألیف کتاب سیری در تربیت اسلامی در سومین جشنواره کتاب‌های آموزشی رشد 1379
2. تقدیر برای کتاب سیره نبوی (منطق عملی) در بیست و چهارمین دوره کتاب سال جمهوری اسلامی 1385
3. تشویق برای تألیف کتاب دلالت دولت: آیین‌نامه حکومت و مدیریت در عهدنامه مالک اشتر در بیست و هشتمین دوره کتاب سال جمهوری اسلامی 1389
4. تقدیر برای تألیف کتاب دلالت دولت: آیین‌نامه حکومت و مدیریت در عهدنامه مالک اشتر در چهارمین جشنواره کتاب دین و پژوهش‌های برتر
5. تقدیر برای تألیف کتاب تراز حیات: ساختارشناسی عدالت در نهج البلاغه در نوزدهمین دوره کتاب فصل
6. تشویق برای تألیف کتاب رخساره خورشید: سیره امام علی (ع) در نهج البلاغه در بیست و یکمین دوره کتاب فصل